# NISOC
National Iranian South Oil Company (NISOC, en persa: شرکت ملی مناطق نفت‌خیزِ جنوب ايران, español: Compañía Nacional de Petróleo Sur Iraní) es una empresa iraní de carácter público (dependiente del Ministerio de Petróleo de Irán) que se dedica a la producción y distribución de petróleo y gas natural. Tiene su sede en Ahvaz desde 1971.
NISOC fue creado con el objetivo de la exploración, desarrollo, producción, comercialización y venta de petróleo crudo y gas natural. Las reservas recuperables de petróleo y gas natural en 2005 fueron las siguientes: Reservas líquidas de hidrocarburos a principios de 2005: 90,34 millones de barriles. Reservas de gas recuperables a principios de 2005: 6,12 Tcm.